# Dysgonia festina
Dysgonia festina là một loài bướm đêm trong họ Erebidae.